# 六枚町
六枚町（ろくまいまち）は、石川県金沢市の地名。丁目を持たない単独町名であり、全域で住居表示実施済み。

## 地理
- 武蔵ヶ辻の中間に位置している。

## 歴史
江戸時代の藩政前期からあり、町名はこの町の宅地税にあたる地子銀が年六枚であったことに由来する。

## 世帯数と人口
2022年（令和4年）8月1日現在の世帯数と人口は以下のとおりである。
| 町丁   | 世帯数 | 人口 |
| ------ | ------ | ---- |
| 六枚町 | 42世帯 | 60人 |

## 小・中学校の学区
市立小・中学校に通う場合、学区は以下のとおりとなる。
| 番・番地等 | 小学校             | 中学校             |
| ---------- | ------------------ | ------------------ |
| 全域       | 金沢市立中央小学校 | 金沢市立長町中学校 |

## 交通

### 鉄道
町内に鉄道駅はない。

### バス
- 北鉄バス（北陸鉄道・北鉄金沢バス）　六枚町バス停

### 道路
- 石川県道17号金沢港線
- 石川県道146号金沢停車場南線